# Iron Man 2
Iron Man 2 es una película de superhéroes estadounidense de 2010 basada en el personaje homónimo de Marvel Comics, producida por Marvel Studios y distribuida por Paramount Pictures. Es la tercera entrega del universo cinematográfico de Marvel. La cinta fue dirigida por Jon Favreau, con un guion de Justin Theroux. Es protagonizada por Robert Downey Jr., Gwyneth Paltrow, Don Cheadle, Scarlett Johansson, Sam Rockwell, Paul Bettany, Mickey Rourke y Samuel L. Jackson. Seis meses después de los eventos de Iron Man, Tony Stark se resiste a los llamados del gobierno de los Estados Unidos para entregar la tecnología de Iron Man, al mismo tiempo que combate su salud deteriorada debido al reactor arc en su pecho. Mientras tanto, el malvado científico ruso Ivan Vanko ha desarrollado la misma tecnología y construido armas propias para vengarse de la familia Stark, uniendo fuerzas con el empresario rival de Stark, Justin Hammer, en el proceso.
Luego del exitoso estreno de Iron Man en mayo de 2008, Marvel Studios anunció e inmediatamente se puso a trabajar en la producción de una secuela. En julio de ese año, contrató a Theroux para escribir el guion, y Favreau firmó para regresar a dirigir. Downey, Paltrow y Jackson repetirían sus papeles de la entrega anterior, mientras Cheadle reemplazaría a Terrence Howard como James Rhodes. A principios de 2009, Rourke, Rockwell y Johansson completaron el elenco, y la película entró en producción a mediados del mismo año. Como su predecesora, la película fue rodada en su mayoría en California, excepto por una secuencia clave en Mónaco.
Iron Man 2 tuvo su premier en El Capitán Theatre el 26 de abril de 2010, y se estrenó mundialmente entre el 28 de abril y el 7 de mayo, cuando salió en cines en Estados Unidos. Recibió reseñas generalmente positivas de parte de la crítica y de la audiencia y recaudó más de $623 millones contra un presupuesto de $200 millones. El DVD y Blu-ray salieron a la venta el 28 de septiembre de 2010. La tercera entrega de la serie, Iron Man 3, se estrenó el 3 de mayo de 2013.

## Argumento
En Rusia, Ivan Vanko mantiene su última conversación con su padre, Anton Vanko, quien muere por una enfermedad. Los medios cubren la revelación de Tony Stark de su identidad como Iron Man. Iván ve esto y comienza a construir un reactor arc miniatura similar al de Stark, ya que usa uno de los bocetos de trabajo de Stark Industries. Seis meses después Tony, quien es considerado una estrella y usa su traje para medios pacíficos, reinstituye la Stark Expo en Flushing Meadows para continuar el legado de su padre, Howard Stark.
Tony es citado ante el comité del senado de los Estados Unidos dirigidos por el senador Stern, quienes demandan que Stark ceda a ellos la posesión de las armaduras, alegando que es una amenaza para el país, así como también afirman estar aterrados por la posible existencia de réplicas de la armadura creadas por terroristas. Justin Hammer, el mayor proveedor de armas de Estados Unidos después de la cancelación de la sección bélica de "Stark Industries" y James Rhodes, este último bajo presión de sus superiores, son llamados a testificar contra Tony Stark, quien utilizando su avanzada tecnología, se las arregla para probarle al senado y a la prensa que los supuestos trajes eran en realidad intentos fallidos por replicar el traje Iron Man de Corea del Norte, Irán y de Justin Hammer, que también está grabado en video, queda en vergüenza y humillado frente a todos y que el gobierno está más que a salvo, afirmando que el resto del mundo es está al menos en 20 años atrasado en relación con su tecnología.
El núcleo de paladio en el reactor arc que mantiene a Stark con vida y le da poder a la armadura lo está envenenando lentamente y no logra encontrar un sustituto. Volviéndose más abatido e imprudente a raíz de su muerte inminente, y eligiendo no contarle a nadie de su condición, designa a su asistente personal Pepper Potts como presidenta ejecutiva de Stark Industries y contrata a una empleada de la empresa, Natalie Rushman, como su asistente personal. Stark compite en el Gran Premio Histórico de Mónaco ante la sorpresa de todos, donde es atacado en el medio de la carrera por Vanko, quien se las arregló para crear unos poderosos látigos de energía con los cuales casi asesina al millonario, de no ser por la intervención de Pepper y Happy, quienes le proporcionan su armadura plegable (Mark V) y con ella derrota a Iván, destruyendo el reactor de su dispositivo. Más tarde Stark intenta obtener respuestas de parte del recluido Iván. Tony, de manera sarcástica e inconsciente, le recalca los problemas de diseño de su armadura, Vanko se limita a declararle que su padre, Anton Vanko (Yevgeni Lazarev), la razón de su venganza, es la persona por la cual Tony aún está con vida, haciendo referencia al "Reactor Arc", además Vanko explica que su intención era probarle al mundo que Iron Man no es invencible. Tony desmiente las declaraciones del terrorista y abandona la celda para regresar a su casa de reposo, sin embargo antes de irse de la celda Iván le menciona a Tony diciendo: "Oye Tony antes de que te vayas, el paladio en el corazón, vaya forma de morir", entendiéndose que él ya sabe sobre su envenenamiento por paladio. Tony luego encuentra información dudosa sobre Vanko relacionado con el hampa ruso, mientras Rhodes se entera del envenenamiento de Tony.
Stark completamente convencido de su inminente muerte por el paladio, malinterpreta el consejo de su nueva asistente, inicia una muy imprudente y alborotadora fiesta en la que se embriaga usando el traje de Iron Man. El coronel James Rhodes, furioso por la imprudencia de su amigo, aún en su muy delicada situación con el gobierno de los Estados Unidos y habiendo puesto su trabajo en juego, toma el Mark II de Iron Man y entabla un combate contra su colega, destruyendo gran parte de la lujosa residencia Stark, convirtiendo a Tony en un peligro para sus amigos y probablemente para sí mismo. Estando James dispuesto a no quedar mal con los superiores del ejército, opta por llevarse la armadura y entregarla.
Por su parte Hammer, impresionado por la actuación de Vankoo, finge la muerte de este mientras lo saca de prisión y le pide que construya una línea de armaduras para eclipsar a Stark en la Expo. Mientras, Rhodes llega al hangar de la fuerza aérea donde, junto con Allen, presentan El Mark II a Hammer, quien pretende manipular el software, sin embargo, solo se le permite añadir armamento periférico de última tecnología diseñado por Hammer Industries, como ametralladoras y escopetas automáticas.
Al día siguiente, Tony es abordado por Nick Fury, director de S.H.I.E.L.D., quien le revela que Rushman es la agente encubierta Natasha Romanoff, asignada para mantenerlo vigilado ahora se ha convertido "En un problema que él debe resolver"; también le revela que Howard Stark fue uno de los fundadores de la agencia a quien Fury conoció en persona. Así mismo, le inyectan dióxido de litio, lo que calma sus síntomas. El director explica que el padre de Vanko trabajó en la creación del reactor arc junto a Stark, pero cuando Anton trató de venderlo para sacarle provecho, Howard hizo que lo deportaran. Los soviéticos enviaron a Anton al Gulag y que siendo un hombre alcohólico sometía a maltratos a su hijo Iván, tras esto, le entrega todo el material de investigación de Howard encomendándole perfeccionar el reactor mientras lo confina en su casa vigilado por la agente Romanoff y el agente Coulson. 
En el viejo material de su padre Tony encuentra un mensaje oculto que lo lleva a descubrir que el diseño arquitectónico de la Stark Expo de 1974 imita la estructura atómica de un nuevo elemento teorizado por su padre, quien, limitado por la tecnología de su época, no pudo sintetizarlo. Tras escanear el diseño con base en una maqueta de la Expo, Tony construye un pequeño acelerador prismático de partículas con el cual logra crear el elemento para convertirlo en el nuevo núcleo de su Reactor arc. 
Vanko convierte las armaduras de Hammer en drones argumentando ser más útiles que los soldados, pese a colocarle distintas mejoras de armas a sus drones,pero cuando señala que no estarán listos a tiempo Hammer, quien desea presentarlos en la Expo para humillar a Tony, amenaza con asesinarlo si no cumple el trato. Vanko, tras asesinar a los guardias que lo vigilaban, llama a Tony para advertirle que consumará su venganza atacando la Stark Expo. Tony decide arriesgarse y coloca el nuevo elemento en el "Reactor Arc" de su pecho, lo que además cura por completo su envenenamiento y lo revitaliza.
En la Stark Expo, Hammer presenta sus nuevos Iron Soldiers, así como al Mark II modificado y rebautizado como War Machine, piloteada por James Rhodes, quien fue obligado a asistir por orden del mayor Allen. Justo en ese momento llega Tony con su nueva armadura, Mark VI, advirtiéndole a Rhodes que Hammer ha estado trabajando con Vanko y que tienen que sacar a la gente de ahí, sin embargo Rhodes se muestra escéptico hasta que los Iron Soldiers y War Machine son hackeados por Vanko, atacando a Tony y la Expo Pepper y Natasha encaran a Hammer, quien confiesa la ubicación de Vanko.
Pepper denuncia a Justin y lo entrega a la policía. Natasha y Happy van al laboratorio de Hammer Industries para detener a Vanko, pero tras neutralizar a los guardias descubren que ha huido. Ambos logran llegar a la computadora y devolverle el control del War Machine a Rhodes, lo que le permite hacer equipo con Tony para enfrentar a los Iron Soldiers; inmediatamente se presenta Vanko con una nueva y avanzada armadura (Whiplash) con la que casi vence fácilmente a Tony y a Rhodes, hasta que, en una maniobra arriesgada, disparan simultáneamente sus rayos repulsores contra Vanko, causando una enorme explosión; derrotado, Vanko activa el sistema de autodestrucción de su armadura y los Iron Soldiers, Rhodes escapa del lugar explosión mientras que Tony logra salvar a Pepper. Tony admite sus sentimientos por ella y ambos se besan en una azotea ante la mirada de Rhodes, quien se retira llevándose la armadura a pesar de las quejas de Tony, pero sabe que está en buenas manos.
Días después Tony es informado por Fury que debido a que el informe de Romanoff lo descalifica no ha sido considerado para integrar "La iniciativa Vengadores", pero desean que actúe como consultor. Tony acepta con la condición de que Fury se encargue de encontrar a alguien que lo condecore a él y a Rhodes en Washington, esa persona resulta ser el senador Stern, quien anuncia la ceremonia y condecora a los dos héroes a regañadientes.
En una escena poscréditos, en Nuevo México, el agente de S.H.I.E.L.D. Phil Coulson llega al desierto de Nuevo México, donde se encuentra un gigantesco cráter producido por el impacto de Mjolnir contra el suelo.

## Reparto
- Robert Downey Jr. como Tony Stark / Iron Man:

Un multimillonario que escapó del cautiverio en Afganistán con una armadura que creó, ahora lucha para evitar que su tecnología caiga en manos del gobierno o en manos equivocadas. Downey y Favreau, que habían recibido un guion y trabajado a partir de él en la primera película, concibieron la historia de la película ellos mismos. Sobre que Stark sea un héroe, Downey dijo, «Es algo heroico, pero en verdad por mano propia. Así que creo que probablemente hay un poco de complejo de impostor y acaba de decir, ‘Yo soy Iron Man’; que ahora en verdad se pregunta qué significa eso. Si tienes todo este amortiguador como él tiene, el público está de tu lado y tienes poder y riqueza inmensos, creo que está demasiado aislado para estar bien.» Downey aumentó 20 libras (9 kg) de musculatura para repetir el papel.
- Davin Ransom, de seis años, como el joven Tony Stark.

- Gwyneth Paltrow como Virginia «Pepper» Potts:

La amiga más cercana, interés amoroso y socia de negocios de Stark; Pepper es promovida a directora ejecutiva de Stark Industries. Sobre la promoción de su personaje, Paltrow opinó, «Cuando comenzamos en Iron Man 2, Pepper y Tony están bastante en la misma onda... con el progreso de la película, Pepper recibe más responsabilidad y es promovida, y es bueno verla crecer en ese aspecto. Creo que en verdad le queda bien, encaja muy bien en el puesto.» La actriz expresó emoción por trabajar con Johansson.
- Don Cheadle como James «Rhodey» Rhodes / War Machine:

Un oficial en la Fuerza Aérea de EE. UU. y amigo íntimo de Stark. Cheadle reemplazó a Terrence Howard de la primera película debido a la renuncia de Howard por el recorte del 80% su salario en favor de Downey. Curiosamente Howard y Cheadle compartieron créditos en Crash. Cheadle solo tuvo pocas horas para aceptar el papel y ni siquiera sabía cuál sería la historia del personaje. Comentó que es un fan de los cómics, pero nunca había participado en películas de cómics debido a la escasez de superhéroes negros. El actor dijo que pensaba que Iron Man era un robot antes de que saliera la primera película. Sobre cómo abordó el personaje, comentó: «Digo, ¿cuál es el común denominador aquí? Y el común denominador en realidad era su amistad con Tony, y eso es en lo que tratamos de avanzar en esta [película]. ¿Cómo ha impactado su amistad el hecho de que Tony aparezca y admita ‘Yo soy Iron Man’?». Cheadle dijo que su traje era 50 libras (23 kg) de metal, y que no podía tocar su cara mientras lo usaba.
- Scarlett Johansson como Natasha Romanoff / Viuda Negra

Una espía encubierta de S.H.I.E.L.D. haciéndose pasar como la nueva asistente de Stark. Johansson fue elegida después de que un conflicto de horario obligó a Emily Blunt (escogida originalmente para el personaje) a abandonar la filmación. Johansson se tiñó el cabello de rojo antes de obtener el papel, esperando que eso ayudara a convencer a Favreau de que ella era la indicada para interpretar al personaje. Sobre por qué eligió el papel, la actriz dijo, «el personaje de Black Widow resonaba conmigo. Es oscura y se ha enfrentado a la muerte tantas veces que tiene una profunda perspectiva del valor de la vida. [...] es una superheroína, pero también es humana. Es pequeña, pero es fuerte. Es difícil no admirarla.» Johansson dijo que tuvo «un pequeño momento de locura» cuando vio su traje por primera vez. Cuando le preguntaron sobre luchar en su vestimenta, la actriz respondió que «una gran parte de mí decía ‘¿puedo moverme en esto? ¿Puedo correr en esto? ¿Puedo lanzarme sobre las cosas con esto?’ Y creo que solo la preparación, solo debes dedicarle tiempo. Me di cuenta de que es solo dedicarle tiempo, entrenar, repetir y básicamente hacerse amiga del equipo de dobles y pasar todo el día, todos los días, solo una y otra vez hasta que lo logras.»
- Sam Rockwell como Justin Hammer:

Director general de Hammer Advanced Weapons Systems. El fabricante de armas rival. Sam Rockwell fue considerado para el papel de Tony Stark en la primera película, y aceptó el papel de Hammer sin leer el guion. Nunca había oído hablar del personaje antes de que lo contactaran para el papel, y no sabía que Hammer es un viejo inglés en los cómics. El actor dijo, «Trabajé con Jon Favreau en esta película llamada Made. Y Justin Theroux, que escribió el guion, es un viejo amigo mío, ellos prepararon esta idea y se la pasaron a Kevin Feige. Lo que hicieron, quizás iban a hacer a un villano como hicieron con Jeff Bridges, pero luego decidieron separar a los villanos. Y en realidad Mickey [Rourke] es el [antagonista] principal, pero yo vengo a ayudarlo.»
- Mickey Rourke como Ivan Vanko / Whiplash:

Un físico ruso y exconvicto que construyó su propia arma basada en un reactor arc para vengarse de la familia Stark. El personaje es una amalgamación de Latigazo y Dínamo Carmesí. Rourke visitó la prisión de Butyrka para investigar el papel, y sugirió que la mitad del diálogo del personaje fuera en ruso. También sugirió la adición de tatuajes, dientes de oro y afecto por una cacatúa mascota, pagando por los dientes y el pájaro con su propio dinero. El actor explicó que no quería interpretar a un «villano unidimensional», y quería desafiar al público a ver algo redimible en él. Sin saber nada sobre computadoras, Rourke describió el pretender ser un experto tecnológico como la parte más difícil del papel.
- Samuel L. Jackson como Nick Fury:

Director de S.H.I.E.L.D.; Jackson firmó un contrato de nueve películas para interpretar al personaje. Sobre el tema de que su personaje no viera nada de acción en la película, el actor dijo: «Aún no hemos movido a Nick Fury a la zona ruda. Aún es como un hablador.»
El director, Jon Favreau, repite su papel como Happy Hogan, el guardaespaldas y chofer de Tony Stark, mientras Clark Gregg y Leslie Bibb también regresan como el agente de S.H.I.E.L.D. Phil Coulson y la reportera Christine Everhart, respectivamente. John Slattery aparece como el padre de Tony, Howard Stark, y Garry Shandling como el senador Stern, que quiere que Stark le de la armadura de Iron Man al gobierno. Favreau dijo que el nombre del personaje de Shandling era en honor a la personalidad de la radio Howard Stern. Paul Bettany vuelve a prestar su voz a la computadora de Stark, J.A.R.V.I.S. Olivia Munn tiene un pequeño papel como Chess Roberts, una reportera cubriendo la Stark Expo, y Stan Lee aparece como sí mismo (pero lo confunden con Larry King).
Además, el presentador de noticias Christiane Amanpour y el comentarista político Bill O'Reilly hacen de ellos mismos en noticieros. Adam Goldstein aparece como sí mismo y la película está dedicada a su memoria. Entre otros cameos, se encuentran Elon Musk y Larry Ellison, directores ejecutivos de Tesla Motors y Oracle Corporation, respectivamente.

## Doblaje
| Intérpretes        | Personaje                           | Doblaje español     | Doblaje Latino   |
| ------------------ | ----------------------------------- | ------------------- | ---------------- |
| Robert Downey Jr.  | Tony Stark / Iron Man               | Juan Antonio Bernal | Idzi Dutkiewicz  |
| Don Cheadle        | James «Rhodey» Rhodes / War Machine | Rafael Calvo        | Óscar Flores     |
| Gwyneth Paltrow    | Virginia «Pepper» Potts             | Alicia Laorden      | Yotzmit Ramírez  |
| Mickey Rourke      | Ivan Vanko/Whiplash                 | Alfonso Vallés      | Carlos Segundo   |
| Scarlett Johansson | Natasha Romanoff / Viuda Negra      | Joël Mulachs        | Rosalba Sotelo   |
| Sam Rockwell       | Justin Hammer                       | José Javier Serrano | Pepe Toño Macías |
| Paul Bettany       | J.A.R.V.IS.                         | Víctor Iturrioz     | Milton Wolch     |
| Samuel L. Jackson  | Nick Fury                           | Miguel Ángel Jenner | Gerardo Vásquez  |
| Jon Favreau        | Happy Hogan                         | Miguel Marquillas   | Andrés García    |
| Clark Gregg        | Phil Coulson                        | Alberto Mieza       | Ricardo Tejedo   |
| Garry Shandling    | Senador Stern                       | Eduardo Muntada     | Humberto Vélez   |
| Leslie Bibb        | Christine Everhart                  | Marta Barbará       | Dulce Guerrero   |

## Producción

### Desarrollo

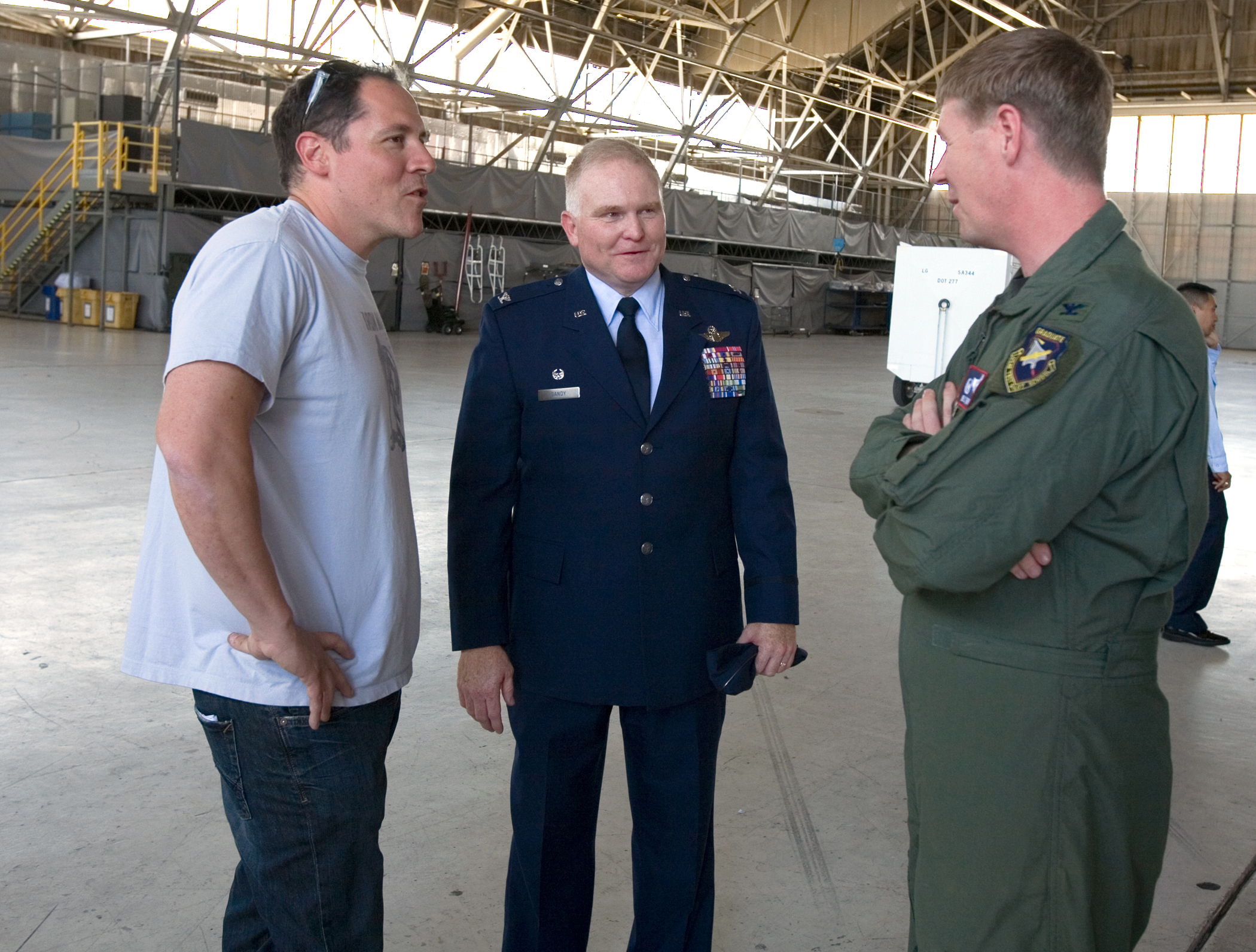
Jon Favreau reuniéndose con miembros de la Fuerza Aérea de EE. UU. durante el rodaje en la base de la Fuerza Aérea Edwards

Jon Favreau dijo que su intención original era crear una trilogía de Iron Man, con Obadiah Stane (Jeff Bridges) convirtiéndose en Iron Monger durante las secuelas. Después de una reunión entre el director y varios escritores de cómics, incluyendo a Mark Millar, Stane se convirtió en el villano principal en Iron Man. Millar argumentó que el Mandarín, a quien Favreau originalmente quería como antagonista, era demasiado fantástico. Favreau estuvo de acuerdo, y decidió, «Veo al Mandarín más del modo en que en Star Wars estaba el Emperador, pero Darth Vader es al que quieres ver pelear. Luego se va llegando al momento en que rayos saliendo de los dedos y todas esas cosas podrían pasar. Pero no se puede hacer que lo que pasó en Return of the Jedi pase en A New Hope. Simplemente no se puede.» El director también discutió en entrevistas cómo la versión del Mandarín en las películas «nos permite incorporar el panteón completo de villanos». Mencionó que S.H.I.E.L.D. continuaría teniendo un papel principal.
Durante el desarrollo, Favreau dijo que la película exploraría el alcoholismo de Stark, pero no sería la «versión de ‘Demon in a Bottle’». Mientras promocionaba la primera película, Downey dijo que Stark probablemente desarrollaría un problema con la bebida, ya que no es capaz de lidiar con su edad, los efectos de revelar que es Iron Man, y que Pepper consiga un novio. El actor luego aclaró que la película no era un estricta adaptación de la historia de «Demon in a Bottle» de la serie de cómics, sino en vez sobre el «espacio intermedio» entre el origen y el arco argumental de «Demon». Shane Black dio algunos consejos sobre el guion, y le sugirió a Favreau y Downey que usaran como modelo para Stark a J. Robert Oppenheimer, quien cayó en depresión al ser «el destructor de mundos» después de trabajar en el Proyecto Manhattan.

### Preproducción
Inmediatamente después del estreno de Iron Man, Marvel Studios anunció que estaban desarrollando una secuela, con una fecha de estreno prevista el 30 de abril de 2010. En julio de 2008, después de varios meses de negociaciones, Favreau firmó oficialmente para dirigir. Ese mismo mes, Justin Theroux se sumó para escribir el guion, que se basaría en una historia escrita por Downey y el director. Theroux coescribió Tropic Thunder, la que Downey había protagonizado, y este se lo recomendó a Marvel. Genndy Tartakovsky hizo un guion gráfico de la película, y Adi Granov regresó para supervisar los diseños de la armadura de Iron Man.
En octubre de 2008, Marvel Studios llegó a un acuerdo para rodar Iron Man 2, así como sus tres siguientes películas, en los Raleigh Studios en Manhattan Beach, California. Unos días después, Don Cheadle fue contratado para reemplazar a Terrence Howard. Sobre que lo sustituyeran, Howard dijo, «No hubo ninguna explicación, aparentemente los contratos que escribimos y firmamos no valen el papel en el que están impresos a veces. Las promesas no se cumplen, y no siempre se mantienen negociaciones de buena fe.» Entertainment Weekly dijo que el director no disfrutaba trabajar con Howard, volviendo a rodar y cortando sus escenas con frecuencia; el publicista del actor dijo que tuvo una buena experiencia interpretando el papel, mientras Marvel decidió no hacer comentarios. Ya que Favreau y Theroux eligieron reducir el papel, el estudio fue con Howard para discutir la disminución de su salario; ya que había sido el primer actor contratado en Iron Man y recibía la mayor paga. La publicación afirmaba que no estaban seguros de si los representantes de Howard dejaron el proyecto antes o si Marvel eligió dejar de negociar. El guionista negó la parte del informe en la que alegaba que el tamaño del papel había fluctuado. En noviembre de 2013, Howard dijo que, al entrar en la película, el estudio le ofreció mucho menos de lo que decía en su contrato de tres películas, alegando que le dijeron que la segunda sería exitosa «contigo o sin ti», y que, sin mencionar su nombre, dijo que Downey «tomó el dinero que suponía ser mío y me echó.»
En enero de 2009, Rourke y Rockwell entraron en negociaciones para interpretar a un par de villanos. Unos días después, Rockwell confirmó que aceptaría el papel, y que su personaje sería Justin Hammer. Paul Bettany confirmó que regresaría para darle voz a J.A.R.V.I.S. Marvel entró en primeras conversaciones con Emily Blunt para interpretar a Black Widow, aunque no pudo aceptar el papel debido a un compromiso previo de protagonizar Los viajes de Gulliver. Samuel L. Jackson confirmó que había estado en discusiones para repetir el papel de Nick Fury de la escena poscréditos de la primera película, pero las disputas contractuales dificultaban un trato. Jackson afirmó que «Hubo una enorme clase de negociación que se rompió. No lo sé. Tal vez no seré Nick Fury.»
En febrero, Jackson y Marvel llegaron a un acuerdo, y el actor firmó para interpretar al personaje en hasta nueve películas. Downey y Rourke hablaron de su papel durante una mesa de discusión con David Ansen en los 66.º Globos de Oro, y Rourke se reunió con Favreau y Theroux para el mismo propósito. El actor casi abandonó el proyecto debido a la oferta salarial inicial de $250 000 que Marvel hizo, pero el estudio la subió, y en marzo Rourke firmó el contrato. Más tarde ese día, Scarlett Johansson se sumó para interpretar a Black Widow. Su acuerdo incluía opciones para múltiples películas, incluyendo una potencial The Avengers. En abril, Garry Shandling, Clark Gregg, y Kate Mara se unieron al reparto.

### Rodaje
| Este es uno de los hombres más ricos del mundo, así que no podemos comprar nuestros prácticos de The Home Depot. Todo debía ser tecnología inteligente, y debía verse lo suficientemente clásico para tener cierta vida útil; no queríamos que se vea vergonzosamente anticuado dentro de 10 años. —Matthew Libatique, el director de fotografía de la película |

La fotografía principal comenzó el 6 de abril de 2009, en el Templo Masónico de Pasadena. El título provisional falso era Rasputin. La mayoría de la producción tuvo lugar en los Raleigh Studios, aunque también se usaron otras ubicaciones. Se filmaron escenas en la base de la Fuerza Aérea Edwards desde el 11 hasta el 13 de mayo. La localización también había formado parte de Iron Man, y Favreau dijo que sintió que los «recursos militares reales hacen a la película más auténtica, y la topografía y la belleza del desierto y la línea de vuelo despliegan la película». La secuencia de acción del Gran Premio Histórico de Mónaco se llevó a cabo en estacionamiento de Downey Studios, los sets se construyeron en mayo y se filmó a lo largo de junio. Al principio habían obtenido el permiso de rodar en Mónaco antes del Gran Premio de Mónaco de 2009, pero luego Bernie Ecclestone lo retrajo. Los cineastas enviaron un Rolls-Royce Phantom allí, y rodaron una secuencia de la pista en la que más tarde se agregaron autos digitalmente. Tanner Foust se encargó de conducir el auto de carreras de Stark. También en junio, IGN informó que John Slattery se había unido al reparto de la cinta como Howard Stark. También se unió Olivia Munn, en un papel indeterminado.
El equipo construyó una pantalla verde enorme en la presa Sepúlveda para rodar una porción del exterior de la Stark Expo, con el resto filmado en una escuela secundaria cercana o agregado digitalmente. Para construir la pantalla verde, apilaron cientos de contenedores de embarque, los cubrieron en contrachapado y yeso, y luego los pintaron de verde. Para la conclusión de esa escena climática, la cual el equipo apodó «Japanese Garden» —del español: jardín japonés—, se construyó un set dentro de Sony Studios en Los Ángeles.
El rodaje duró 71 días, y la producción de la película finalizó oficialmente el 18 de julio de 2009. Se filmó una escena después de créditos que mostraba el descubrimiento de un gran martillo en el set de Thor, y parte de ella se volvió a usar en la película. Jon Favreau reveló que la escena se rodó con lentes anamórficos para que quede igual que Thor.

### Posproducción

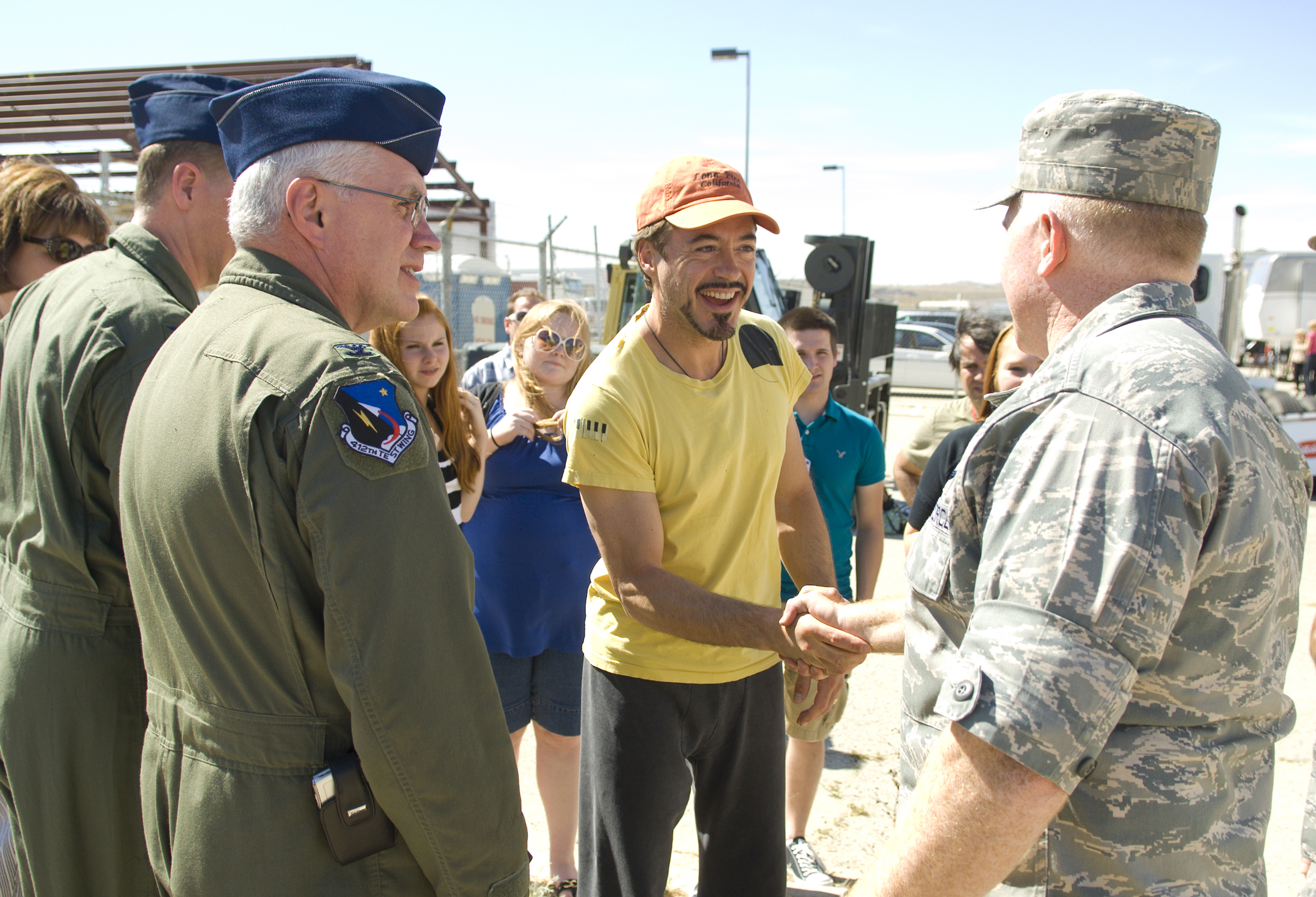
Downey en el set de la película con miembros de la Fuerza Aérea en la base Edwards

Janek Sirrs fue el supervisor de efectos visuales de la película, e Industrial Light & Magic volvió a hacer la mayoría de los efectos, como había hecho en la primera película. El supervisor de efectos visuales de ILM en la cinta, Ben Snow, dijo que su trabajo en el filme fue «más difícil» que su obra en el anterior, diciendo que Favreau pidió más de ellos en esta ocasión. Snow describió al proceso de crear los trajes digitalmente:

En la primera Iron Man, tratamos de usar a Legacy [Studios, la empresa de efectos de Stan Winston] y los trajes de Stan Winston tanto como pudimos. Para la segunda, Jon [Favreau] confiaba en que pudiéramos crear los trajes por computadora, y la acción dictaba usárlos. Así que Legacy creó lo que llamamos los «trajes de fútbol» del torso hacia arriba con una placa de pecho y un casco. Normalmente le agregábamos unas piezas de brazo, pero no el brazo completo. En la secuencia de la pelea en la mansión de Stark, donde Robert Downey Jr. se tambalea borracho por ahí, usamos parte del traje práctico y lo extendimos digitalmente. Lo mismo en la escena filmada en Randy's Donuts. Pero en el resto de la película, usamos el traje generado completamente por computadora. Y Double Negative hizo un traje por completo digital para la persecución de Mónaco.

ILM creó 527 tomas para la película, usando programas como Maya. Perception trabajó en más de 125 tomas para la película. Diseñaron artefactos, como el teléfono inteligente LG transparente de Tony Stark, y crearon los telones de fondo de la Stark Expo, así como los interfaces de la pantalla del ordenadores en la mesa de centro con pantalla táctil y el ambiente del laboratorio holográfico. En total, trabajaron 11 estudios de efectos visuales en la película.
En enero de 2010, IMAX Corporation, Marvel y Paramount anunciaron que la película tendría un estreno digital en pantallas IMAX digitales. No fue rodada con cámaras de ese formato, así que fue convertida usando la tecnología IMAX DMR. La cinta se sometió a nuevas tomas en febrero. El papel original de Olivia Munn quedó fuera de la versión final, pero recibió un nuevo papel durante las tomas nuevas.
La escena después de créditos, en la que Coulson encuentra a Mjölnir en el desierto fue dirigida por Kenneth Branagh, director de Thor.

## Música
Un álbum de banda sonora con AC/DC fue lanzado por Columbia Records el 19 de abril de 2010, en al menos tres versiones diferentes: básica, especial y deluxe. La edición básica incluye el CD; la edición especial contiene un CD de 15 pistas, un folleto de 32 páginas y un DVD con entrevistas, imágenes de detrás de escenas, y videos musicales; y la edición deluxe incluye una reproducción de una de las primeras apariciones de Iron Man en los cómics. Solo dos canciones en la banda sonora aparecen de verdad en la película. Aunque no están incluidas en el álbum, la película incluye canciones de Average White Band, The Clash, Queen, Daft Punk, 2Pac y los Beastie Boys.
La partitura musical de la película salió a la venta como Iron Man 2: Original Motion Picture Score el 20 de julio de 2010, presentando 25 canciones. John Debney la compuso, junto con Tom Morello.

## Estreno
Iron Man 2 tuvo su premier en El Capitán Theatre el 26 de abril de 2010, y se estrenó mundialmente entre el 28 de abril y el 7 de mayo, cuando salió en cines en Estados Unidos. La fecha de salida en cines internacional de la cinta se adelantó para aumentar el interés antes de la Copa Mundial de Fútbol de 2010. Ya que la película estaba incluida en un acuerdo predeterminado de distribución que se firmó antes de que Walt Disney Company adquiriera Marvel, Paramount Pictures distribuyó la cinta y cobró el 8% de la taquilla, mientras el resto fue hacia Disney.

### Comercialización

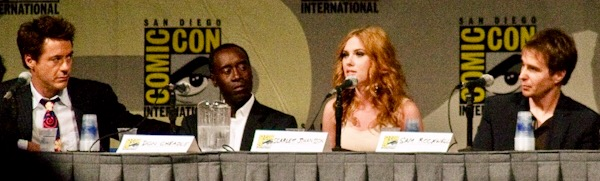
Miembros del reparto de Iron Man 2 en la Convención Internacional de Cómics de 2009. Robert Downey Jr., Don Cheadle, Scarlett Johansson y Sam Rockwell

En la Convención Internacional de Cómics de San Diego de 2009, se proyectó un tráiler de cinco minutos de la película. Actores interpretando a reclutadores de Stark Industries repartieron tarjetas de visita con una invitación a solicitar Salió en línea un sitio web de Stark Industries, con un gráfico adjunto de una nota en una servilleta de Stark a Potts que anunciaba que la empresa ya no hacía armas. Otra sección mostraba una solicitud en línea. Se confirmó que el primer tráiler de cine aparecería junto con Sherlock Holmes, también protagonizada por Robert Downey Jr. Éste se publicó en línea el 16 de diciembre de 2009. El actor mostró un nuevo avance en Jimmy Kimmel Live! el 7 de marzo después de los Premios Óscar. Entre los socios promocionales, se encontraron Symantec, Dr Pepper, Burger King, 7-Eleven, Audi, LG Electronics y Hershey.
El autor Alexander C. Irvine adaptó el guion en una novela, también titulada Iron Man 2, que publicó en abril de 2010. Antes del estreno de la película, Marvel Comics lanzó una miniserie de cómics de cuatro números titulada Iron Man vs Whiplash, que introdujo la versión de la cinta de Whiplash al universo Marvel. Una miniserie de tres números a modo de precuela, titulada Iron Man 2: Public Identity fue publicada en abril.
Sega lanzó un videojuego de Iron Man 2 el 4 de mayo de 2010 en Norteamérica, con guion del autor de The Invincible Iron Man, Matt Fraction. High Voltage Software desarrolló la versión para Wii y Sega publicó todas las de todas las consolas, mientras Gameloft lanzó el juego para móvil. El tráiler de la Convención Internacional de Cómics del juego mostró que el Dínamo Carmesí iba a aparecer como un villano. Cheadle y Jackson ponen voz a sus respectivos personajes en los juegos. El avance reveló que A.I.M., Roxxon y Ultimo —representado como un hombre llamado Kearson DeWitt en una gran armadura— son enemigos en el juego, así como develó que el usuario de la armadura del Dínamo Carmesí es el General Valentin Shatalov. El juego recibió reseñas generalmente negativas, con una puntuación en Metacritic de 41% para tanto la versión de PS3 como la de Xbox 360.

### Versión casera
El 28 de septiembre de 2010, la película salió a la venta en DVD y Blu-ray Disc. La cinta también formó parte de la caja recopilatoria de diez discos titulada «Marvel Cinematic Universe: Phase One - Avengers Assembled», que incluye todas las películas de la Fase Uno en el Universo cinematográfico de Marvel. Fue lanzada el 2 de abril de 2013.

## Recepción

### Crítica

#### Anglosajona
El sitio de reseñas Rotten Tomatoes informó que el 72% de los críticos reaccionaron de manera positiva a la película, con una puntuación promedio de 6.5/10 basada en 276 reseñas. El consenso del sitio dice, «No es exactamente el aliento de aire fresco que Iron Man fue, pero esta secuela se acerca con actuaciones sólidas y una trama llena de acción.» Metacritic le dio a la cinta una puntuación promedio normalizada de 57, basada en 40 reseñas.
Entre la mayoría de las publicaciones acreditadas, Brian Lowry de Variety dijo, «Iron Man 2 no es tan divertida como su predecesora, pero para el momento en el que el humo se disipe, servirá», mientras A. O. Scott de The New York Times opinó que la película «no logra la complejidad emocional de Spider Man 2 o la grandeza de ópera de The Dark Knight, pero sí intenta algo un poco nuevo y quizás, dada la solemnidad que ha alcanzado tanto entretenimiento cinematográfico basado en cómics, un poco arriesgado. Es divertido.»
Entre las revistas semanales de mayor prestigio, Anthony Lane de The New Yorker comentó, «Para encontrar un héroe de cómic que no agonice por sus superpoderes, y que defendería su derecho constitucional para sacar provecho de ellos, es francamente un alivio», en tanto que David Edelstein de la revista New York escribió, «No se acerca al peso emocional de aquellas dos poco comunes dos segundas que superaron a sus primeras: Superman II y Spider-Man 2. Pero Iron Man 2 tararea bastante bien». Nick De Semlyen de Empire dijo, «Como las secuelas de Star Trek y Wars, Iron Man 2 es una historia de venganza. Pero, a diferencia de esas películas, esta es una de las superproducciones más alegres que probablemente verán. Hay potencial para oscuridad aquí [...] Pero Jon Favreau, al parecer, no quiere hacer de su segunda parte algo deprimente. Salió a divertirse [...] Rourke y Rockwell hacen villanos satisfactorios y complementarios, mientras Downey Jr. cumple otra vez. Es una lástima que esta secuela se sienta innecesaria, demasiado ocupada y un poco, bueno, mecánica. Nada que no se pueda arreglar para Iron Man 3.» Roger Ebert le dio tres estrellas de cuatro, afirmando que «Iron Man 2 es una secuela pulida de alto voltaje, no tan buena como la original pero basándose una vez más en una extravagante actuación de Robert Downey Jr». Frank Lovece de Film Journal International, una vez escritor de Marvel Comics, dijo que, «En un giro refrescante e inesperado, la secuela de Iron Man no encuentra a un hombre cambiado. Dentro del metal, la imperfecta humanidad crecer aún más, mientras las cuestiones de identidad reflexivas se encuentran con fantasía tecnológica hecha realidad.» Jim Vejvoda de IGN comentó, «A pesar de sus deficiencias, Iron Man 2 es un gran buen rato. Puede no tener la entrega más pulida en cuanto a la historia, pero en su mayoría alcanza sus muchas metas narrativas. Tiene elaboradas escenas de acción divertida, un dilema central intrigante para su protagonista, y un par de villanos convincentes.» El crítico Peter Travers, escribiendo para la Rolling Stone, elogió mucho a la película y justificó la comparación negativa ante su predecesora con la cantidad de guionistas —cuatro para Iron Man, solo uno para la segunda entrega—, y opinó que «es el talento promiscuo de Downey quien añade la nota de gracia que hace a Iron Man 2 algo para recordar.»
Entre las reseñas negativas, Kirk Honeycutt de The Hollywood Reporter opinó, «Todo lo divertido y estupendo de Iron Man, hace apenas dos años, se ha desvanecido con su secuela. En su lugar, Iron Man ha sustituido con ruido, confusión, múltiples villanos, escenas de riesgo irrelevantes e historias descarriladas.» Claudia Puig de USA Today, en una reseña un tanto más mixta, le dio a la cinta dos estrellas y media de cuatro, diciendo que «se deforma bajo el peso de una historia excesivamente atiborrada. Héroes y villanos parecen metidos con calzador. Algunas de las subtramas parecen ajenas, algunas se desprenden como avances para próximas películas, y otras son simplemente vergonzosas.»

#### Hispanohablante
De manera análoga a su recepción norteamericana, la cinta recibió opiniones positivas, aunque fue considerada inferior a su predecesora en el mercado hispanohablante. Javier Cortijo del periódico ABC comentó que «Iron Man 2 entretiene compulsivamente y no defrauda, pero creemos recordar que Downey Jr. chasqueaba mejor los dedos hace un par de años. Aquí se limita a agitar el súper-sonajero.» El sitio La Off-Off-Crítica menciona que, aunque no supera a la primera cinta, «resulta un excelente entretenimiento, con todas las persecuciones, explosiones y peleas que se lo suponen», aunque agrega que «se enturbi[a] un producto que podría haber sido mucho mejor con un poco menos de presupuesto y aspiraciones.» Diego Batlle, del diario La Nación, dijo que «no está a la altura de su predecesora», ya que «es un producto bastante digno, es cierto, pero carece de la potencia, el humor, la fluidez y el erotismo de la primera. Los diálogos, las secuencias de acción y hasta las actuaciones [...] lucen menos inspiradas que en el film original», aunque elogió el desempeño de Downey. Diego Lerer, del diario Clarín, alegó que el exceso de temas y subtramas dificultó la creación de un producto conjunto, pero que «Pese a eso, el asunto fluye con bastante naturalidad y no se transforma en el pastiche que fue Spider-Man 3», y que, «Menos interesante que la primera [...], pero indudablemente entretenida, Iron Man 2 es, a su manera, una suerte de despedida a los grandes tanques de acción en 2D. Se trata de una especie, como los superhéroes impecables de los años '50, en vías de extinción.»
Entre las reseñas negativas, Javier Ocaña del diario El País opinó que la cinta tiene «un primer tercio sorprendente para una previsible película de acción», pero «Transcurrido el tiempo de presentación del superhéroe como superestrella [...] la película se viene abajo. Llegada la batalla contra el mal, todo es obvio, reiterativo, tedioso y mil veces visto.» Horacio Bernades, del diario Página 12, llegó a afirmar que el filme parodiaba a su predecesora, diciendo, «Los códigos de la secuela la llevan a funcionar por multiplicación; los de la parodia, a comentarse sarcásticamente a sí misma. Stark no tiene un archienemigo, sino dos y hasta tres. A su secretaria se le suma ahora una secretaria de la secretaria.»

### Taquilla
Iron Man 2 recaudó $312.4 millones en Norteamérica, así como $311.5 millones en otros territorios, para un total internacional de $623.9 millones.

#### Norteamérica
La película sumó $128 122 480 en su primer fin de semana en los Estados Unidos en 4380 cines, el quinto mayor fin de semana de estreno de todos, en el momento, detrás de The Dark Knight, Spider-Man 3, The Twilight Saga: New Moon y Pirates of the Caribbean: Dead Man's Chest. También tuvo el mayor estreno de una película de 2010. La cinta produjo un promedio de $29 252 por cine. Recaudó $51 239 677 en su día de estreno (incluyendo $7.5 millones de funciones nocturnas en alrededor de 3000 ubicaciones) y se convirtió en el séptimo mayor día de estreno en su momento. Iron Man 2 generó $9.8 millones de 181 sitios IMAX. Este fue el mayor fin de semana de estreno para una película 2D en IMAX, superando el récord anterior de Star Trek con $8.5 millones. El filme fue el tercero más recaudador de 2010 en los Estados Unidos y Canadá, detrás de Toy Story 3 y Alicia en el país de las maravillas.

#### Otros territorios
Iron Man 2 salió en cines en seis mercados europeos con estrenos en el primer lugar el miércoles 28 de abril de 2010, para un total de $2.2 millones de 960 ubicaciones. Obtuvo $100.2 millones en sus primeros cinco días de parte de 6764 cines en 53 mercados extranjeros para un fuerte promedio de $14 814 por sitio. IMAX Corporation informó recaudaciones de $2.25 millones en 48 cines IMAX en el exterior, para un promedio de $46 875. Esto superó al anterior poseedor del récord para un estreno en IMAX 2D, Transformers: la venganza de los caídos de 2009 ($2.1 millones). Fue la séptima película más recaudadora de 2010 mundialmente, detrás de Toy Story 3, Alicia en el país de las maravillas, Harry Potter y las Reliquias de la Muerte: parte 1, Inception, Shrek Forever After, y The Twilight Saga: Eclipse.

### Premios
| Premio                        | Categoría                         | Receptores y nominados          | Resultado                                                                            | Ref.      |
| ----------------------------- | --------------------------------- | ------------------------------- | ------------------------------------------------------------------------------------ | --------- |
| Premios Óscar                 | Mejores efectos visuales          |                                 | Nominada                                                                             | [ 140 ]   |
| Festival de Cine de Hollywood | Efectos visuales del año          | Ganadora                        | [ 141 ]                                                                              |           |
| People's Choice Awards        | Película de acción favorita       | Ganadora                        | [ 142 ]                                                                              |           |
| People's Choice Awards        | Película favorita                 | Nominada                        | [ 142 ]                                                                              |           |
| People's Choice Awards        | Actor favorito                    | Robert Downey Jr.               | [ 142 ]                                                                              | Nominado  |
| People's Choice Awards        | Estrella de acción favorita       | Robert Downey Jr.               | [ 142 ]                                                                              | Nominado  |
| People's Choice Awards        | Equipo en pantalla favorito       | Robert Downey Jr. y Don Cheadle | [ 142 ]                                                                              | Nominados |
| Premios Satellite             | Mejor sonido (mezcla y edición)   |                                 | Nominada                                                                             | [ 143 ]   |
| Premios Satellite             | Mejores efectos visuales          |                                 | Nominada                                                                             | [ 143 ]   |
| Premios Saturn                | Mejor película de ciencia ficción | [ 144 ]                         | Nominada                                                                             |           |
| Premios Saturn                | Mejor actor                       | [ 144 ]                         | Robert Downey Jr.                                                                    | Nominado  |
| Premios Saturn                | Mejor actriz de reparto           | [ 144 ]                         | Scarlett Johansson                                                                   | Nominada  |
| Premios Saturn                | Mejores efectos visuales          | [ 144 ]                         |                                                                                      | Nominada  |
| Teen Choice Awards            | Mejor película de ciencia ficción | [ 145 ]                         |                                                                                      | Nominada  |
| Teen Choice Awards            | Mejor actor de ciencia ficción    | [ 145 ]                         | Robert Downey Jr.                                                                    | Nominado  |
| Teen Choice Awards            | Mejor actriz de ciencia ficción   | [ 145 ]                         | Gwyneth Paltrow                                                                      | Nominada  |
| Teen Choice Awards            | Mejor actriz de ciencia ficción   | [ 145 ]                         | Scarlett Johansson                                                                   | Nominada  |
| Teen Choice Awards            | Mejor villano                     | [ 145 ]                         | Mickey Rourke                                                                        | Nominado  |
| Teen Choice Awards            | Mejor baile                       | [ 145 ]                         | Robert Downey Jr.                                                                    | Nominado  |
| Teen Choice Awards            | Mejor pelea o secuencia de acción | [ 145 ]                         | Robert Downey Jr. y Don Cheadle (Iron Man y Máquina de Guerra vs. los Hammer Drones) | Nominados |

## Secuela
Después del estreno de Iron Man 2, Walt Disney Studios acordó pagarle a Paramount al menos $115 millones por los derechos mundiales de distribución de Iron Man 3 y The Avengers. Disney, Marvel y Paramount anunciaron una fecha de estreno del 3 de mayo de 2013 para Iron Man 3. Shane Black la dirigió, a partir de un guion de Drew Pearce. Downey, Paltrow y Cheadle repitieron sus papeles, mientras Ben Kingsley interpretó a Trevor Slattery, Guy Pearce a Aldrich Killian, y Rebecca Hall apareció como Maya Hansen.